# Felsinschrift von Topada
Koordinaten: 38° 29′ 35,1″ N, 34° 28′ 49″ O

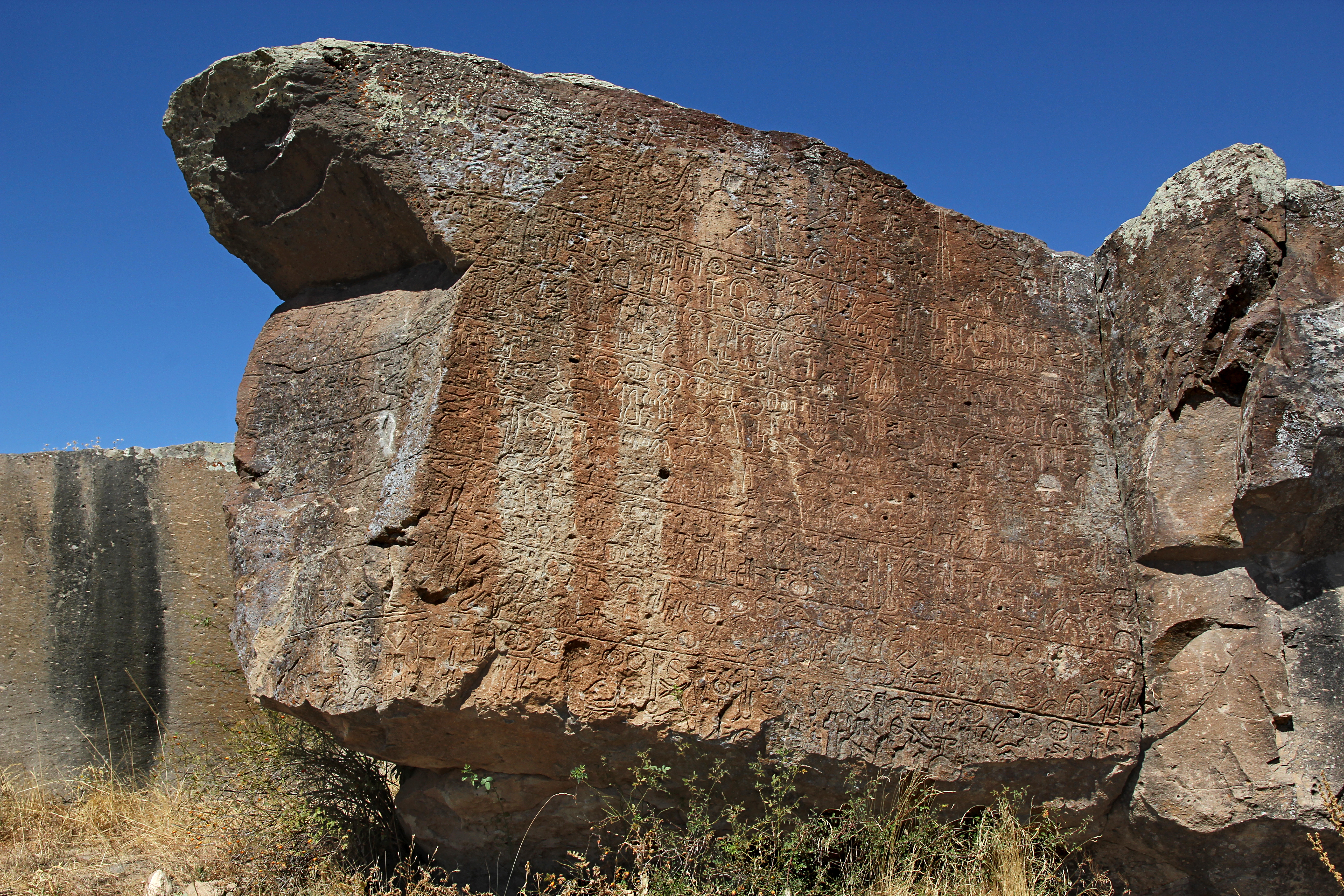
Inschriftenstein von Topada

Die Felsinschrift von Topada, auch Felsinschrift von Karapınar, lokale Bezeichnung Yazılıkaya (türkisch beschriebener Felsen), in der Zentraltürkei ist eine Inschrift in luwischen Hieroglyphen und stammt vermutlich aus dem 8. Jahrhundert v. Chr. Sie ist die größte bekannte luwische Felsinschrift.

## Lage

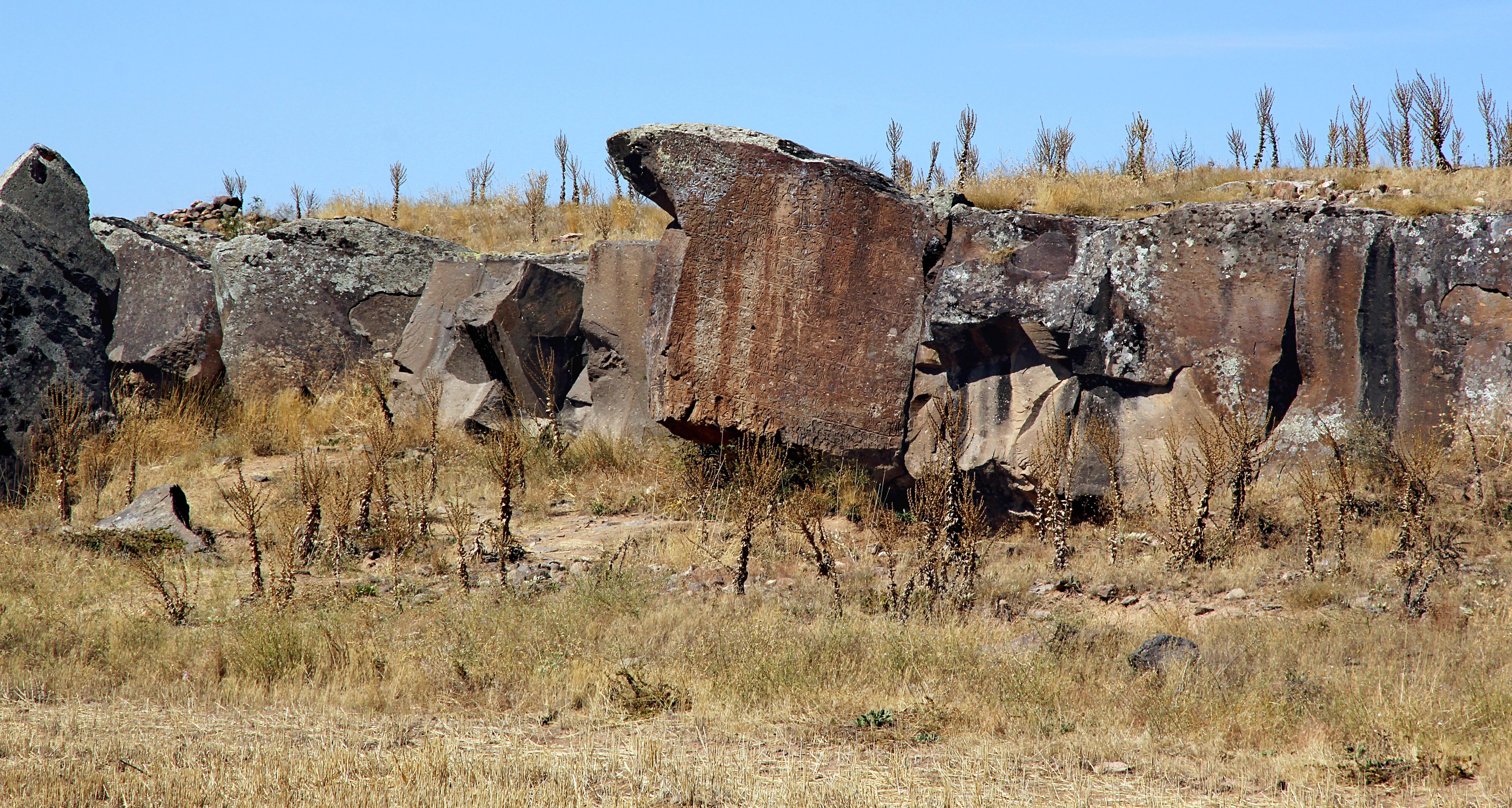
Inschriftenstein in der Felsbarriere

Der Inschriftenfels liegt etwa drei Kilometer nordwestlich des Dorfes Ağıllı im Landkreis Acıgöl der türkischen Provinz Nevşehir. Die Bezeichnung in der Literatur bezieht sich auf Topada, den früheren Namen des Ortes Acıgöl, der etwa sieben Kilometer nördlich liegt. Gelegentlich wird er auch nach dem etwa sieben Kilometer östlich liegenden Dorf Karapınar benannt. Von Ağıllı führt ein Schotterweg leicht bergab durch die Felder zu dem Felsmonument. Der Stein ist Teil einer von Nordwest nach Südost verlaufenden, zwischen fünf und acht Meter hohen Felskante aus Trachyt, die ein darüberliegendes Plateau abschließt. Die Inschrift befindet sich auf der nach Süden gerichteten breiten Seite und auf der nach Südwesten zeigenden Schmalseite. Eine weitere Inschriftenzeile mit der Signatur des Schreibers auf dem östlich stehenden Felsen ging vor 1986 verloren.

## Inschrift

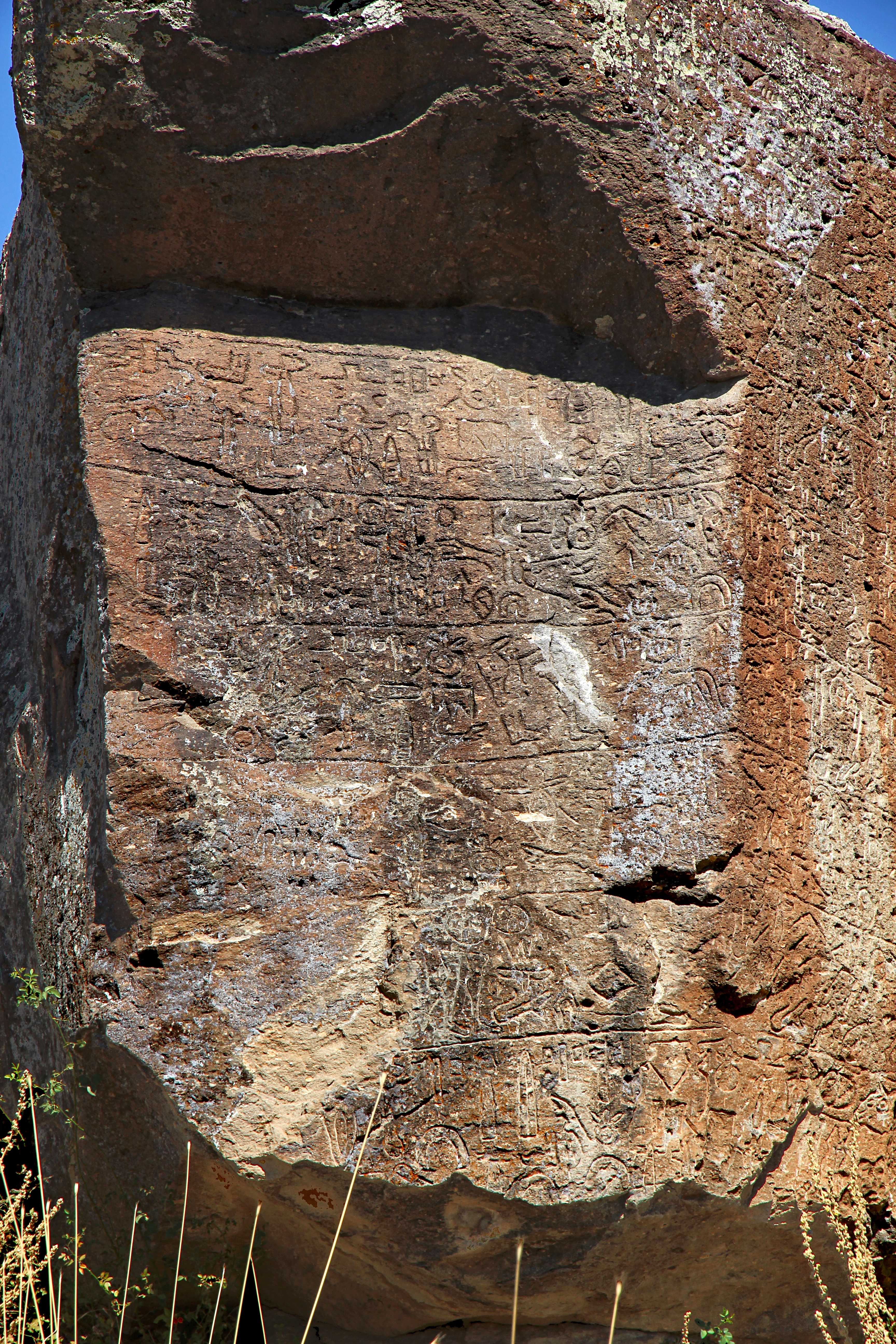
Schmalseite

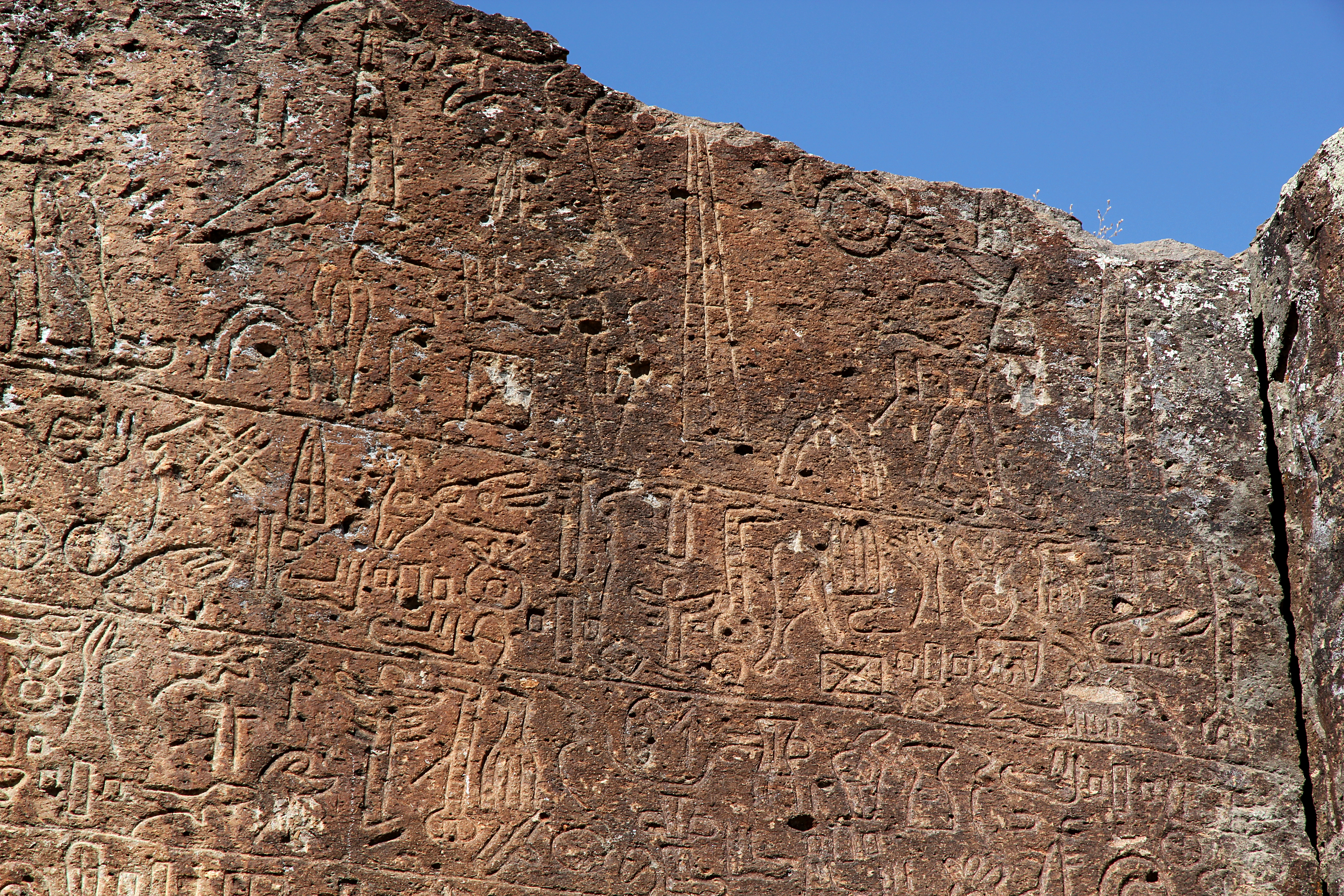
Beginn der Inschrift mit Name und Titulatur Wasusarmas

Die beschriftete Breitseite des Steines ist 3,18 Meter breit und 2,78 Meter hoch, die beschriftete Schmalseite hat Maße von 1,46 mal 2,00 Metern. Der Text ist in acht Zeilen abgefasst, die durch Linien getrennt sind. Sie laufen über Breit- und Schmalseite durch und sind bustrophedon zu lesen, beginnend in der rechten oberen Ecke. Auf dem rechts der Inschrift stehenden Felsen befand sich die einzeilige Signatur des Schreibers, die zwischen 1968 und 1986 durch gewaltsames Herausbrechen verlorenging. 
Der Text beschreibt politische und militärische Aktivitäten, die wahrscheinlich in der Umgebung stattfanden, hauptsächlich Kampfhandlungen mit einer Stadt namens Parzuta oder Parzata. Die ansonsten unbekannte Stadt ist vermutlich im Westen bei der Grenze von Tabal zu verorten. Die Inschrift besteht aus den folgenden Teilen: Vorstellung mit Namen und Titulatur, erzählender Teil sowie Abschluss mit Dank an die Götter und Fluchformel. 
Verfasser ist Wasusarma, der letzte König des neo-hethitischen Reiches Tabal. Wasusarma, assyrisch Wassurme, regierte in der zweiten Hälfte des 8. Jahrhunderts v. Chr. und war ein Zeitgenosse des assyrischen Herrschers Tiglat-Pileser III. Nach assyrischen Quellen war er diesem tributpflichtig. Wasusarma stellt sich zunächst als Großkönig, Held, Sohn des Tuwatis, Großkönig, Held vor. Danach beschreibt er zunächst die Grundsituation:
In Parzuta waren mir acht mehr oder minder bedeutende Könige fei(ndlich)

doch drei Könige waren mir huldvoll: Warballawa, Kijakija und Ruwata, der Wagenlenker

Ich aber/indes hatte (sie?) mit der königlichen Reiterei gesandt

und Befestigungen als meinen Grenzschutz errichtet.
Bei Warballawa handelt es sich um den von Stelen und Inschriften bekannten König von Tuwana, Kijakija, auch bekannt als Urheber der Stele von Aksaray, herrschte in Šinuḫtu, während Ruwata(s) sonst nicht bekannt ist. Tuwana entspricht etwa dem Gebiet um das heutige Niğde, Šinuḫtu wird um Aksaray vermutet, also beide südlich des Inschriftenstandortes und westlich des tabalischen Kernlandes. Im Folgenden berichtet der Großkönig von den Kampfhandlungen. Nachdem der parzutäische Herrscher die Grenzen von Tabal angreift, dringt die tabalische Reiterei in sein Gebiet ein, brandschatzt Orte und verschleppt die bewegliche Habe?, Frauen und Kinder in die Abhängigkeit?. Es wird eine Schlacht erwähnt, die der König dank der Hilfe von Tarhunza, Sarruma und anderen Göttern, deren Namen nicht lesbar sind, gewinnt. Es folgen drei Jahre, in deren Verlauf die königliche Reiterei, die Erste unter den Ersten, ihm (dem von Parzuta) Schlag auf Schlag versetzt. Nach einigen Flußüberquerungen und der erneuten Verschleppung von Frauen und Kindern rückt die parzutäische Reiterei nochmals gegen die Grenze vor, doch Tarhunza nahm ihr den Sieg, sodass sie keine Eroberung machten, sondern Tarhunza, Sarruma, … und … mir den Sieg schenkten. Darauf verspricht der König den Göttern weitere Verehrung und bringt seine Erwartung auch zukünftiger Unterstützung zum Ausdruck. Den Abschluss bildet eine übliche Fluchformel:
Wer [allerdings diesen] Vertrag antastet:

wenn er ein König (ist)

sollen Tarhunza, Sarruma, … und … ihn selbst und sein Land antasten;

wenn er indes eine Person von geringerem Rang (ist),

sollen Tarhunza, Sarruma, … und … ihn selbst und sein Haus antasten.
Die Inschrift weist eine Reihe von sprachlichen sowie epigraphischen Besonderheiten auf. Dazu gehören zunächst eine Reihe erheblich älter anmutender Schriftzeichen, als es der angenommenen Entstehungszeit entsprechen würde. Ähnlich wie bei den Inschriften von Suvasa und Göstesin, die ebenfalls Wasusarma zugerechnet werden, tauchen einzelne Zeichen nur hier auf. Es wird allgemein angenommen, dass diese archaisierenden Zeichen, die stilistische Ähnlichkeiten zu Inschriften aus der hethitischen Großreichszeit aufweisen, darauf deuten sollen, dass in Tabal die hethitischen Traditionen stärker aufrechterhalten wurden als in den meisten späthethitischen Staaten. In die gleiche archaisierende Richtung weist die Verwendung des traditionellen Titels Großkönig. Auch die Aufzählung der Götter ist ein Verweis auf althethitische Traditionen. Die Ansicht von Piero Meriggi, der entsprechend der Epigraphik die Inschrift für tatsächlich archaisch hält und dementsprechend Wasusarma und die genannten Könige erheblich früher datiert, wird allgemein zurückgewiesen.

## Forschungsgeschichte
Die Inschrift wurde 1908 von Rudolf Franz, einem deutschen Lehrer in Istanbul, entdeckt. Er sandte Abdrücke an den Hethitologen Hans Gustav Güterbock, der sie in der Vorderasiatischen Abteilung der Berliner Museen unterbrachte. Während des Ersten Weltkriegs erstellte der deutsche Archäologe W. Siehe Abgüsse für das Museum Beirut. Dort sah sie Bedřich Hrozný, der Erforscher der hethitischen Sprache, der die Inschrift 1934 auch vor Ort studierte. Weitere Untersuchungen und Veröffentlichungen zum Text stammen von dem vorderasiatischen Archäologen Helmuth Theodor Bossert (1934), dem polnisch-US-amerikanischen Altorientalisten Ignace Gelb (1939), dem italienischen Klassischen Philologen und Indogermanisten Piero Meriggi (1957), dem Hethitologen und Sammler der luwischen Inschriften John David Hawkins (2000), der britischen Altorientalistin Annick Payne (2012) und schließlich von Horst Ehringhaus (2014), der zu den hethitischen und luwischen Felsdenkmälern der Türkei forscht.